# Wallaceus
Wallaceus là một chi bọ cánh cứng trong họ 
Elateridae.
Chi này được miêu tả khoa học năm 2004 bởi Platia & Schimmel.

## Các loài
Chi này có các loài:
- Wallaceus ronkayi Platia & Schimmel, 2007